# フォックスボロ・スタジアム
フォックスボロ・スタジアム (Foxboro Stadium or Foxborough Stadium) は、かつてマサチューセッツ州フォックスボロにあった球技場である。

## 歴史
1970年に開場。閉場まで、NFLのニューイングランド・ペイトリオッツやメジャーリーグサッカーのニューイングランド・レボリューション（1996年創立）の本拠地であった。1994年のFIFAワールドカップでは、会場のひとつとなった。また命名権により、1971年から12年間はシェーファー・スタジアム、1983年から1989年までサリバン・スタジアムと呼ばれた。
老朽化などの理由で、2001年に完成したジレット・スタジアムに本拠地を移し、2002年1月に閉場した。
跡地は現在、ジレット・スタジアムの駐車場、ならびにショッピングセンター「ペイトリット・プレイス」となっている。

### 収容人数
- 61,114 (1971)[2]
- 60,999 (1972)[3]
- 61,279 (1973–1977)[4]
- 61,297 (1978–1983)[5]
- 60,890 (1984–1987)[6]
- 60,794 (1988–1994)[7]
- 60,292 (1995–2001)[8]